# Syngambria
Syngambria is een geslacht van kevers uit de familie bladkevers (Chrysomelidae).
De wetenschappelijke naam van het geslacht werd in 1911 gepubliceerd door Spaeth.

## Soorten
- Syngambria andreae (Boheman, 1855)
- Syngambria panamensis Borowiec, 2006